# 핀란드 노동자좌파집단
핀란드 노동자좌파집단(핀란드어: Suomen työväen vasemmistoryhmä 수오멘 튀외배엔 바셈미스토뤼흐매[*])는 1920년대 말 1930년대 초 핀란드에 존재했던 사회주의 정당이다. 본래 핀란드 공산당(SKP)과 협조적이었다가 그들과 결별한 좌파 사회주의자(vasemmistososialistit)들로 이루어졌다. 주요 인물로는 닐로 밸래리, 마티 배이새넨, 에이노 페칼라, 에르키 해르매, 쿠스티 쿨로 등이 있었다. 주요 지지 기반은 핀란드 남부의 공업화된 도시들이었다.
코민테른 제3기 노선을 따르던 핀란드 공산당은 이들을 매우 부정적으로 대했고, "변절자(핀란드어: Hoipertelijat)"의 낙인을 찍었다. 핀란드 공산당은 사회민주당이나 극우파보다 이들을 더 위험시했다. 좌파집단은 핀란드 공산당을 "허공에 매질하는(핀란드어: Huitojat)" 광신주의자들이라고 맞비난했다. 사회민주당(SDP) 역시 좌파집단을 신뢰하지 못해 그들과의 협력을 꺼렸다. SDP로서는 자기들보다 왼쪽에 있는 반대세력을 모스크바의 영도를 받는 핀란드 공산당 하나로 한정시킬 전술적 필요가 있었다.
좌파집단은 1930년 『수오멘 튀외미에스』(Suomen Työmies→핀란드의 노동자들)를 당보로 발간했다. 바사에서는 『튀왼 애니』(Työn Ääni)가 일시적으로 좌파집단의 손에 있었다.

## 성립 배경
1920년대에 SKP는 불법지하정당으로서 사회민주주의와 공산주의 사이에 있는 좌파 사회주의자들과 여러 방면에서 합작했다. 하지만 1920년대부터 분열상이 나타나기 시작했다. 우선 첫 번째 문제는 핀란드에 소재하고 있는 공산주의자들과 아예 소련으로 이민 가버린 자들 사이의 관계 문제였다. SKP 밖의 사회주의자들은 SKP 지도부가 핀란드와 유리된 소련에 머물고 있고, 코민테른이 핀란드 국내 활동가들에게 지나치게 간섭하는 것을 비판했다. 1925년 4월에는 「이민 간 자들 좀 없어졌으면!」(핀란드어: "Irti emigranteista")이라는 제목의 소책자가 발간되기도 했다. 1928년, 비공산주의 좌파 세력에 대한 비판과 적대를 강조하는 코민테른 제3기 강령을 SKP가 채택하면서 분쟁은 더 격화되었다.
이런 SKP 노선에 반대하는 사회주의 세력은 특히 노동조합계에서 지지를 받았다. 당시 사회민주주의자는 핀란드 노동계에서 소수였다. 이런 분쟁상은 1929년 5월 실시된 핀란드 노동조합 제8차 대회에서 수면 위로 드러났다. 공산주의자들은 소위 "코펜하겐 조약"에 따른 핀란드-노르웨이-소련 노동조합들의 협력에 대한 지지, 또한 국제노동기구(ILO)와의 협력 단절과 "사회파시즘"에 대한 가열찬 투쟁을 주문했다. 그러나 노동계 다수였던 비공산당 사회주의자들은 사회민주당과의 관계를 악화시키는 것이 현명하지 않다고 판단했고 공산주의자들이 제안한 구상은 기각되었다. 그럼에도 사회민주주의자들은 공산주의자들에 대한 항의의 표시로 SAJ에서 탈퇴했다.
SKP는 SAJ 대회의 결과에 불만족스러였고, 코민테른은 SKP의 그런 자세를 지지하고 있었다. 1929년 여름 공산주의자들이 좌파 사회주의자들을 공개적으로 공격하기 시작하면서 이는 명백해졌다. 코민테른의 지령에 따라 SKP는 사회주의자들을 노조 간부직에서 몰아내는 공작을 수행했고, 가을이 되자 SKP는 SAJ 집행위원회를 장악했다. 그러다 1928년 다수의 공산주의 지도자들이 국가경찰에 체포되면서 공산주의자는 노조에서 다수 지위를 일시적으로 잃었다. 마티 배이새넨, 에르키 해르매 등 사회주의자 노조간부들은 공산주의 노조지도부의 정책을 강하게 거부했다. 사회주의자들은 SAJ 비상대회에서 지지세를 모으려 했으나 그다지 성공적이지 못했다.

## 출범 및 진행상
이런 배경에서 1929년 12월 핀란드 노동자좌파집단이 출범했다. 제1기 중앙위원은 에이노 페칼라(주석), 우노 누르미넨(부주석), 후고 마우리츠 아호칸타(서기), 에밀 투오미, 쿠스티 쿨로, 아우구스트 라티카이넨이었다. 배이새넨, 누르미넨, 그리고 닐로 밸래리가 노조위원회를 꾸렸다. 새로 만들어진 좌파집단은 자신들의 정책을 명확히 하기 위해 공산당 노선을 거부하는 내용의 3쪽짜리 백서를 작성했다. 1930년 1월에는 당보인 『수오멘 튀외미에스』가 발행되어 신문 가판대에 올라갔다. 당보 제1호에서 그들은 핀란드 노동운동의 독립성의 중요성을 강조하며 노조의 준칙이 존중되어야 함을 요구했다.
이듬해 봄, 좌파집단은 새로운 노조들을 조직하면서 공산주의자들이 장악한 SAJ 지도부와 그 정책에 맞서기 시작했다. 한편 공산주의자들은 SAJ에서의 자리를 확고히 하고자 SAJ에 남아 있던 좌파집단의 지도자 밸래리(운수노동자동맹), 누르미넨(건설노동자동맹), 네스토리 아호넨(목공노동자동맹)을 축출했다. 누르미넨은 SAJ 중앙위원회에서 사퇴했고, SAJ에서 교육선전을 담당하던 쿨로도 6월에 축출되었다. 그래도 좌파집단은 공산주의자들과 완전히 단절하지는 않고 합작을 시도했다. 좌파집단은 자신들과 공산주의자, 그리고 사회민주주의자들까지 포함한 범좌파가 단결해야 극우 라푸아 운동이 조직노동운동을 테러리즘으로 위축시키는 것을 막을 수 있다고 여겼다. 공산주의자들은 동의하지 않았다.
1930년 7월, SAJ 및 그 가맹 노조들의 모든 활동이 국가에 의해 금지되었다. 좌파 신문들은 폐간되었고, 좌파 사회주의자들과 공산주의자들이 합작해 원내에 진출했던 노동자소농 사회주의 교섭단체 의원들을 비롯한 좌파 정치인들도 구속되었다. 이후 좌파 사회주의자들은 SDP가 주도해 만든 새 노총 SAK에 참여했으나, SKP는 이것도 보이콧했다.